# Кузенева, Ольга Иакинфовна
Ольга Иакинфовна Кузенева, также Ольга Иакинфовна Кузенева-Прохорова, также Ольга Никинфовна Кузенева-Прохорова (1887, Духовщина, Смоленская губерния, Российская империя — 1978, Ленинград, СССР) — русский, советский ботаник, флорист-систематик, ботаник-географ. Наиболее известна своей работой над «Флорой Мурманской области» (1953—1966).

## Биография
Родилась 31 марта (12 апреля) 1887 года (по другой информации — 13 апреля по новому стилю) в уездном городе Духовщина Смоленской губернии.
Училась в Санкт-Петербурге в Екатерининском институте, который окончила с отличием. Сразу после этого поступила на только что открывшиеся Высшие женские сельскохозяйственные курсы, организованные известным агрономом Иваном Александровичем Стебутом — будущие Стебутовские курсы (сейчас — Санкт-Петербургский государственный аграрный университет), которые окончила в 1909 году.
В 1908 году Кузенева приняла участие в одной из комплексных почвенно-ботанических экспедиций, организованных Переселенческим управлением Русского вольно-экономического общества. Эта экспедиция в Приамурье охватила бассейн реки Зея в её верхнем и среднем течении и стала первой почвенно-ботанической экспедицией в этом регионе. Её руководителем был профессор Николай Иванович Прохоров (1877—1930), заведующий кафедрой почвоведения Стебутовских курсов. После окончания курсов Кузенева осталась при кафедре почвоведения и участвовала почти во всех экспедициях Прохорова (они проводились ежегодно), заведуя их ботанической частью.
После Октябрьской революции перешла на преподавательскую работу в Географический институт (сейчас — Факультет географии и геоэкологии Санкт-Петербургского государственного университета), одним из руководителей которого был Н. И. Прохоров.
Занималась обработкой различных родов для «Флоры юго-востока европейской части СССР» (1927, 1930, 1931, издание не было закончено) и Флоры СССР (1935, 1936, 1937).
В 1941—1945 годах работала в Башкирии, занимаясь исследованиями местной растительности, затем, с 1946 года, — в Полярно-альпийском ботаническом саде (ПАБС) КФАН СССР (сейчас — Полярно-альпийский ботанический сад-институт им. Н. А. Аврорина) младшим научным сотрудником, затем старшим научным сотрудником. В 1947 году по результатам геоботанических исследований в Амурской области защитила кандидатскую диссертацию «Быссино-Селемджинский район в естественно-историческом отношении». С 1947 по 1963 год работала в ПАБСе руководителем группы флоры; её исследования в этот период были большей частью связаны с подготовкой издания 5-томной «Флоры Мурманской области» (1953, 1954, 1956, 1959, 1966), при этом обработки таксонов, сделанные Кузеневой, были оценены очень высоко, а само издание «Флоры Мурманской области» было признано одной из лучших работ по региональной флоре СССР.
Скончалась 5 июля 1978 года в Ленинграде.

## Почести
В честь Кузеневой названы следующие виды высших растений:
- Aconitum kuzenevae Worosch. — Борец Кузеневой[3]. Этот вид был описан в 1967 году В. Н. Ворошиловым по гербарному образцу, собранному О. И. Кузеневой в Якутии за 50 лет до этого, в 1914 году[4]
- Anthyllis kuzenevae Juz. — Язвенник Кузеневой[3] (эндемик Фенноскандии, вид из Красной книги Мурманской области)
- Atriplex kuzenevae N.Sem. — Лебеда Кузеневой[7]
- Hieracium kuzenevae Üksip — Ястребинка Кузеневой
- Rhabdoweisia kuzenevae Broth.[3]
- Sagina kuzenevae (Tzvelev) Tzvelev — Мшанка Кузеневой. По гербарному образцу, собранному О. И. Кузеневой в 1957 году, в 2002 году Цвелёвым был описан таксон в ранге подвида Sagina nodosa (L.) Fenzl var. kuzenevae Tzvelev[8], в 2012 году Цвелёв описал этот таксон в ранге вида[9].

Награждена медалью «За трудовую доблесть» (1950), орденом «Знак Почёта» (1954).